# Sredogriw
Sredogriw (bułg. Средогрѝв) – wieś w północno-zachodniej Bułgarii, w obwodzie Widin, w gminie Czuprene. Według danych szacunkowych Ujednoliconego Systemu Ewidencji Ludności oraz Usług Administracyjnych dla Ludności, 15 grudnia 2018 roku miejscowość liczyła 102 mieszkańców.